# Петров Владислав Олексійович
Владислав Олексійович Петров (28 березня 1935, селище Сясьстрой, тепер місто Волховського району Ленінградської області, Російська Федерація — 24 вересня 2011, місто Харків) — радянський діяч, новатор виробництва, токар Харківського заводу транспортного машинобудування імені Малишева. Член ЦК КПРС у 1981—1990 роках. Герой Соціалістичної Праці (15.09.1976).

## Життєпис
Народився в родині робітника.
У 1952—1954 роках — токар Харківського паровозобудівного заводу в місті Харкові.
У 1954—1957 роках — служба в Радянській армії.
З 1957 року — токар, бригадир токарів механічного цеху Харківського машинобудівного заводу (заводу транспортного машинобудування) імені Малишева (з 1978 року — Харківського виробничого об'єднання «Завод імені Малишева») Міністерства оборонної промисловості СРСР.
У 1959 році закінчив вечірню середню школу в Харкові.
Член КПРС з 1961 року.
Указом Президії Верховної Ради СРСР («закритим») від 15 вересня 1976 року Петрову Владиславу Олексійовичу присвоєно звання Героя Соціалістичної Праці з врученням ордена Леніна і золотої медалі «Серп і Молот».
Закінчив Вищу школу професійного руху ВЦРПС.
Потім — на пенсії в місті Харкові. Помер 24 вересня 2011 року.

## Нагороди і звання
- Герой Соціалістичної Праці (15.09.1976)
- два ордени Леніна (26.04.1971; 15.09.1976)
- орден Дружби народів (30.03.1981)
- медалі